# Чурчич, Владица
Владица Чурчич (серб. Владица Ћурчић, Vladica Čurčić; 18 июля 1978 года; Иваница, Сербская СР, Югославия) — югославский и сербский футболист, полузащитник. Ныне завершил карьеру. Основную часть своей карьеры провёл в Казахстане.

## Карьера
Начинал карьеру в клубе «Явор» из его родного города. В июне 2000 года перешёл во владикавказскую «Аланию», за которую сыграл лишь один официальный матч. Далее играл за клубы Казахстана, в первой половине 2004 года играл за узбекистанский «Трактор» из Ташкента, но вскоре вернулся в Казахстан, в «Жетысу», сославшись на слабую инфраструктуру чемпионата Узбекистана. Завершил карьеру в 2006 году в составе карагандинского «Шахтёра».